# 63rd (Metro de Chicago)
63rd es una estación en la línea Roja del Metro de Chicago. La estación se encuentra localizada en 220 West 63rd Street en Chicago, Illinois. La estación 63rd fue inaugurada el 28 de septiembre de 1969.  La Autoridad de Tránsito de Chicago es la encargada por el mantenimiento y administración de la estación.

## Descripción
La estación 63rd cuenta con 1 plataforma central y 2 vías. 

## Conexiones
La estación es abastecida por las siguientes conexiones: 
- Rutas del CTA Buses: #24 Wentworth #63 63rd (nocturno)